# ان‌جی‌سی ۲۷۵
ان‌جی‌سی ۲۷۵ (انگلیسی: NGC 275) نام یک کهکشان مارپیچی در صورت فلکی نهنگ است.